# Intracoastal City
Intracoastal City (em francês:  Ville Intercôtière) é uma comunidade não incorporada na freguesia de Vermilion, Luisiana, Estados Unidos. Ele está situado na margem oeste do rio Vermilion, na sua junção com a Via navegável intracostal do Golfo, e possui várias instalações portuárias e alguns residentes permanentes.
A cidade Intracoastal fica a aproximadamente 21 km ao sul de Abbeville, sede da paróquia de Vermilion. Faz parte da Área Estatística Micropolitana de Abbeville, bem como da região de Acadiana, na Luisiana.
Em 4 de setembro de 2011, a tempestade tropical Lee  chegou ao sudoeste da área.
Em 13 de julho de 2019, o furacão Barry atingiu a área.

## Cultura
As suas instalações incluem heliportos, um porto de desembarque de camarão, e docas secas.
Como o local fica na costa do Golfo do México, que é um pouco remota de assentamentos, muitas vezes é utilizado pelo Centro Nacional de Furacões como um local de limite para avisos e alertas de ciclone tropical que afetam os bayous do leste da Luisiana, mas não o oeste do estado. Ele também desempenha um papel importante no setor de petróleo e gás da Luisiana através do apoio ao pessoal offshore, as plataformas e sondas de perfuração.

## Clima
O clima nesta área é caracterizado por verões quentes e úmidos e geralmente de inverno ameno a frio. De acordo com o sistema de Classificação Climática de Köppen, a Vila Intracoastal possui um clima subtropical úmido, abreviado como "Cfa" nos mapas climáticos.